# Примите Адама!
«Примите Адама!» — советский фильм 1984 года, снятый на киностудии «Казахфильм» режиссёром Лаврентием Соном.

## Сюжет
Адам, монтажник-высотник, неловкий и смешной, терпящий одну неудачу за другой неудачи и на работе, и в личной жизни, со снисходительностью воспринимаемый коллегами, едет по путёвке на высокогорную турбазу Чимбулак в горах Алатау, где переживает ряд приключений и проявляет настоящий героизм — когда из-за аварии на канатной дороге лыжники не могут вернуться на турбазу, Адам исправляет повреждения и спасает лыжников.

## В ролях
- Димаш Ахимов — Адам
- Людмила Стоянова — Нина
- Вадим Александров — Щукин
- Сабира Майканова — мать Адама
- Леонтий Полохов — Бочков
- Мейрман Нурекеев — Завхозбек
- Болат Калымбетов — Тушкан
- Геннадий Балаев — Володя
- Наталья Китаева — Соня
- Жанас Искаков — ударник
- Карим Мутурганов — Алихан

## Критика
Журнал «Искусство кино» писал, что «комедия „Примите Адама!“ настолько слаба, что практически не увидела экрана», в прокат вышла, но фильм посмотрели всего 400 тыс. зрителей.